# Alesjaure

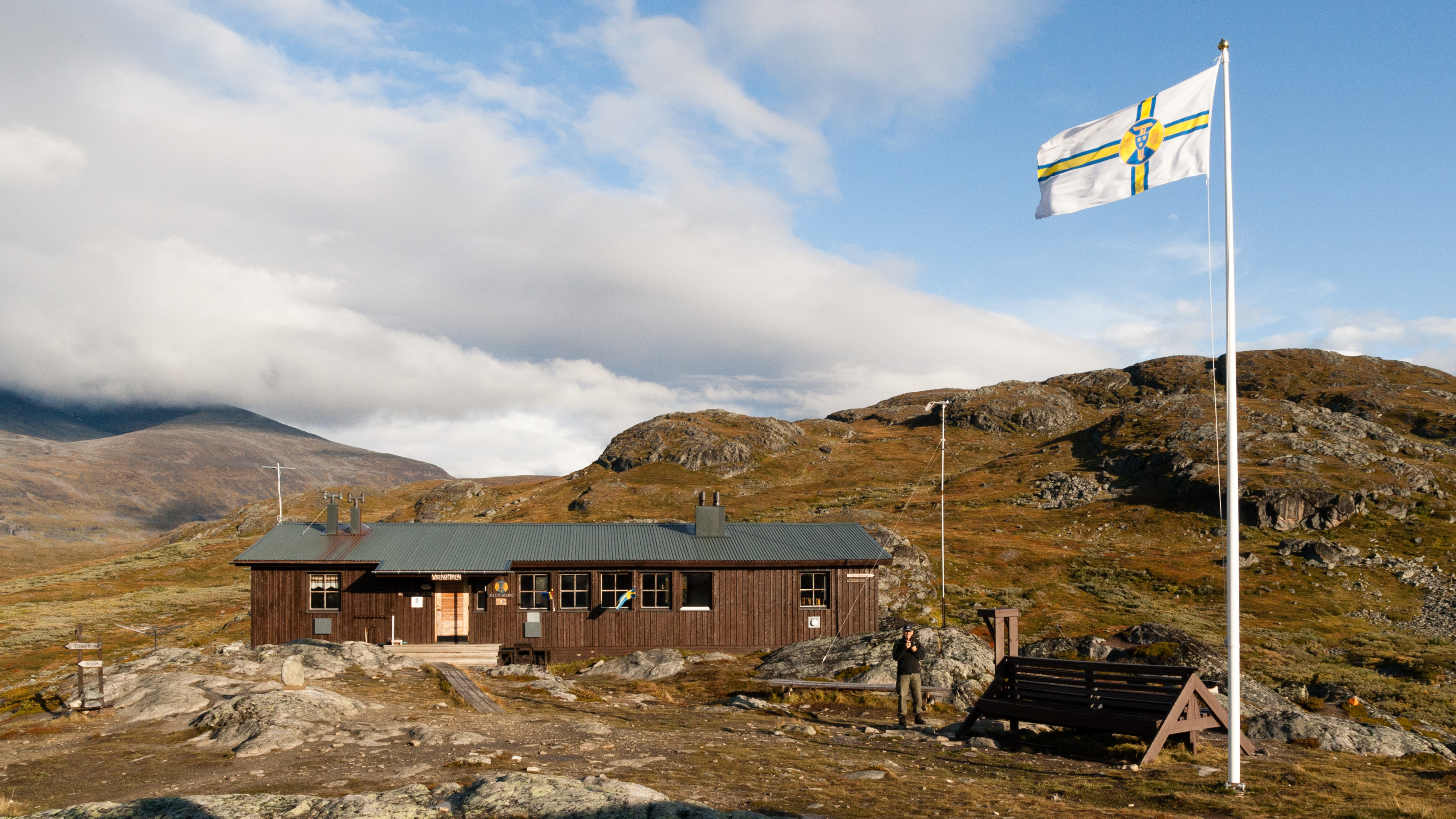
En av stugorna i Alesjaure. Bilden är från 2009.

Alesjaure är en stugplats utmed Kungsleden i Lappland, i korsningen mot Vistasleden och leden från Unna Allakas. 
Alesjaurestugorna ligger på kalfjället 35 kilometer från Abisko. Den första stugan, en prismastuga, uppfördes 1929 av Svenska Turistföreningens. Den hade två britsar.
I närheten av Alesjaure finns ett sommarviste för Laevas sameby. 